# Lessay
Lessay ist eine französische Gemeinde mit 2.255 Einwohnern (Stand 1. Januar 2022) im Département Manche in der Region Normandie. Sie gehört zum Arrondissement Coutances und zum Kanton Créances.
Sie entstand als Commune nouvelle mit Wirkung vom 1. Januar 2016 durch die Zusammenlegung der bisherigen Gemeinden Lessay (namensgleich) und Angoville-sur-Ay, die in der neuen Gemeinde über den Status einer Commune déléguée verfügen. Der Verwaltungssitz befindet sich im Ort Lessay.

## Gliederung
| Ortsteil                 | ehemaliger INSEE-Code | Fläche (km²) | Einwohnerzahl zum 1. Januar 2018 |
| ------------------------ | --------------------- | ------------ | -------------------------------- |
| Lessay (Verwaltungssitz) | 50267                 | 22,23        | 1994                             |
| Angoville-sur-Ay         | 50012                 | 06,72        | 0237                             |

## Lage
Die Gemeinde liegt westlich des Zentrums der Halbinsel Cotentin am Rande des Regionalen Naturparks Marais du Cotentin et du Bessin. Das Gemeindegebiet wird vom Fluss Ay durchquert. Der Regionalflugplatz Aérodrome de Lessay liegt ebenfalls im Gemeindegebiet.

## Geschichte
Im Zweiten Weltkrieg wurde der von Deutschen besetzte Ort am 7. und 8. Juni 1944 von der alliierten Luftwaffe bombardiert.

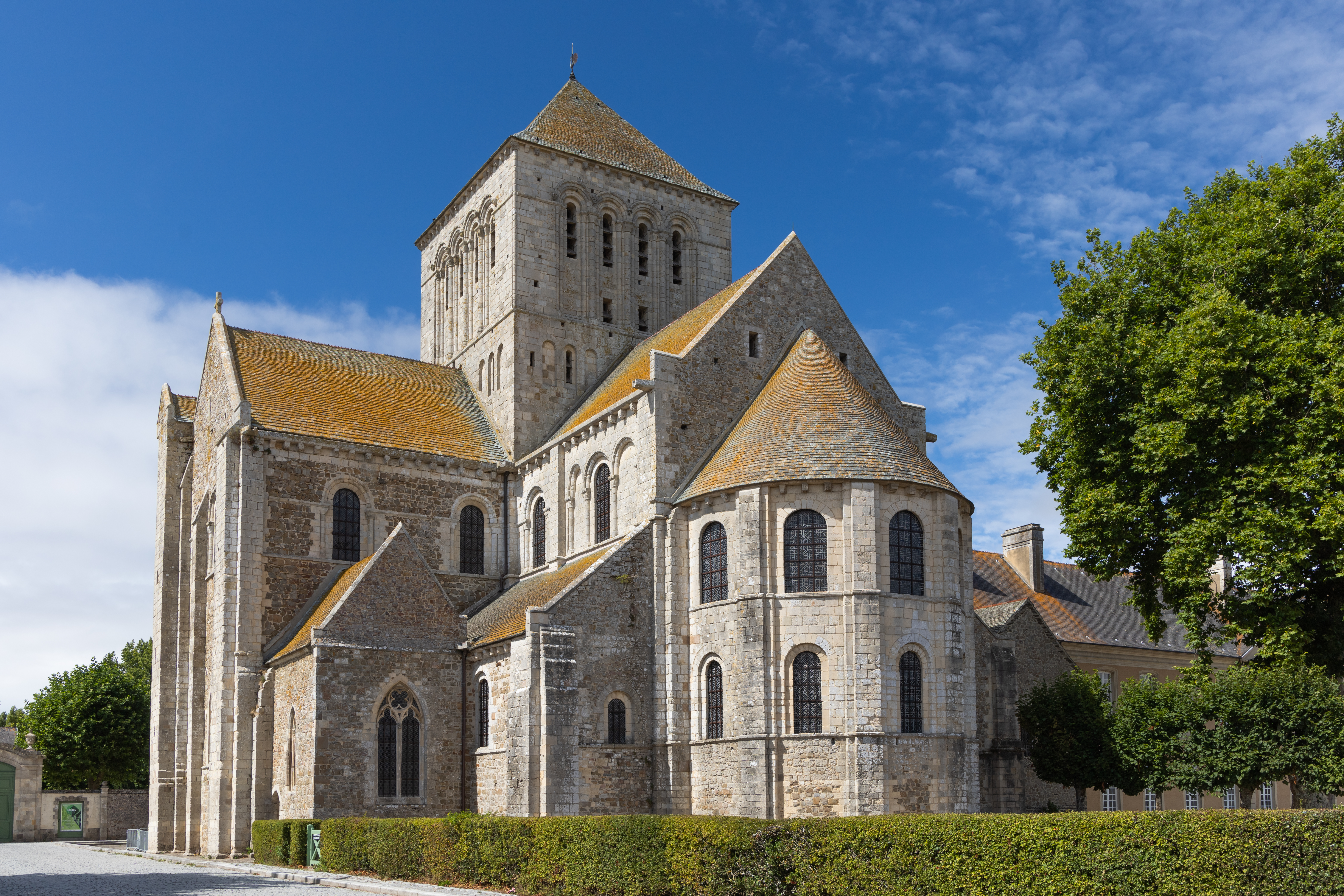
Abteikirche Sainte-Trinité in Lessay

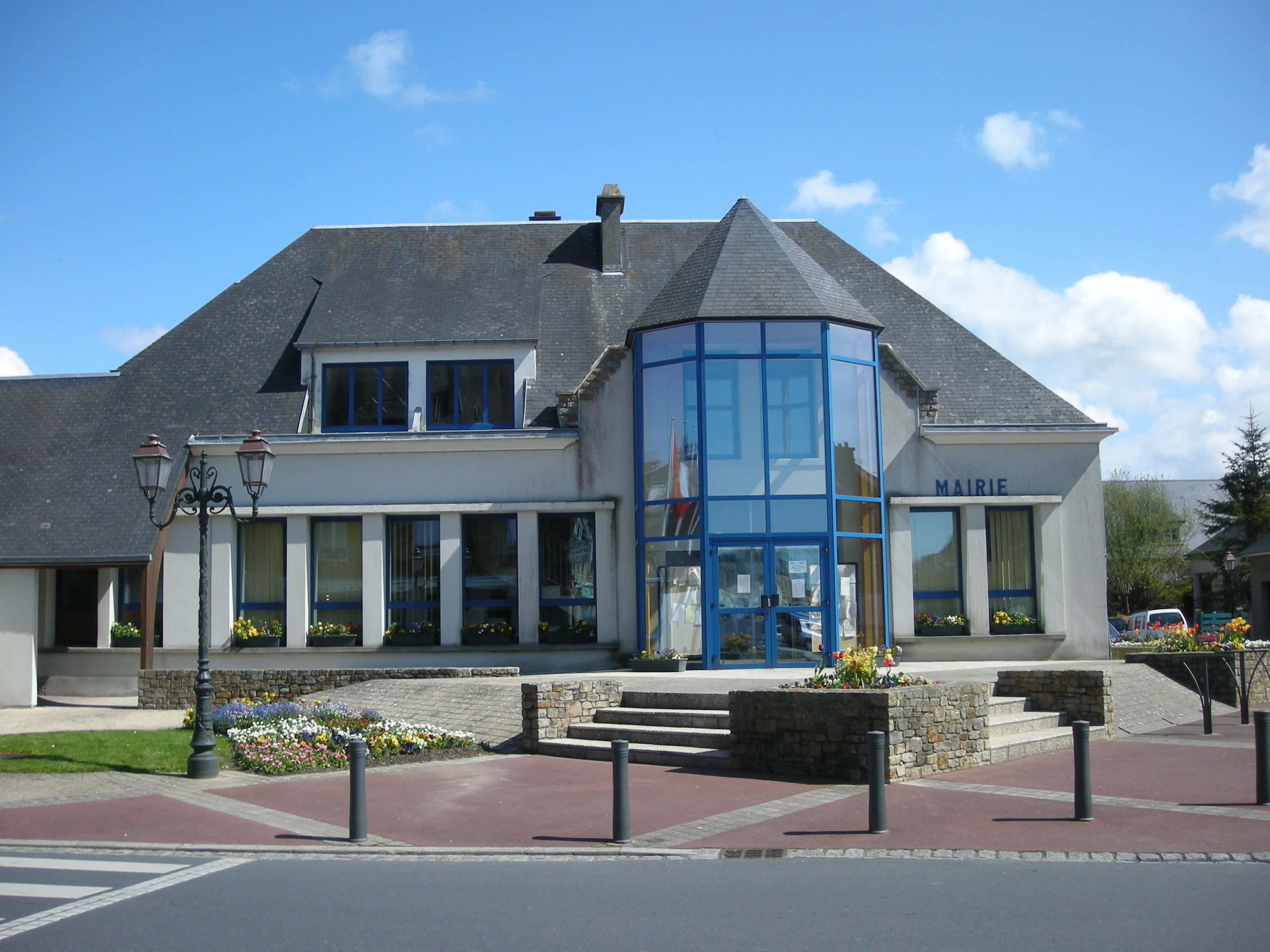
Mairie Lessay

## Tourismus
Berühmt ist der seit dem 11. Jahrhundert jährlich stattfindende viertägige Markt. Diese „Foire de Saint Croix de Lessay“ genannte Messe zieht etwa 400.000 Besucher an. Angeboten werden Haushaltsgerät, Tiere, Lebensmittel, Garten- und landwirtschaftliches Gerät und Autos.

## Gemeindepartnerschaften
Es bestehen Partnerschaften zu Ennigerloh in Nordrhein-Westfalen und Săbăoani im Kreis Neamț (Rumänien).